# Marienkapelle Selhausen
Koordinaten: 50° 51′ 56,7″ N, 6° 26′ 11,8″ O
Die Marienkapelle ist die römisch-katholische Filialkirche des Ortsteils Selhausen der Gemeinde Niederzier im Kreis Düren (Nordrhein-Westfalen).

## Geschichte
Im Jahr 1909 wurde eine erste Kapelle in Selhausen errichtet. Im Zweiten Weltkrieg wurde das Gotteshaus vollständig zerstört. 1965 wurde ein Kapellenbauverein in Selhausen gegründet, um wieder ein Bethaus für das kleine Dorf zu errichten. 1969 beschloss die Pfarre St. Josef, Huchem-Stammeln, zu der Selhausen seit 1864 gehört, einen Neubau. 1970 wurde mit dem Bau begonnen und Ende 1973 wurde das nach Plänen des Dürener Architekten Helmut Lüttgen errichtete Gebäude eingeweiht.